# Clepsidrop
Els clepsidrops (Clepsydrops) són un gènere de sinàpsids de la família dels ofiacodòntids que visqueren al període Carbonífer.
Visqué 1 o 2 milions d'anys abans que Archaeothyris, amb el qual estava relacionat, però no era tan antic com Protoclepsydrops, un possible sinàpsid primitiu i avantpassat seu.
Com molts altres amniotes terrestres primitius, tenia una dieta composta d'insectes i animals més petits, i ponia els ous a la terra en lloc d'a l'aigua, com la majoria dels seus avantpassats. Tenia una mandíbula lleugerament més avançada que la de Paleothyris i Hylonomus.